# Snurra du min värld
Snurra du min värld är en svensk låt skriven av Ted Gärdestad (musik) och Kenneth Gärdestad (text) . Låten finns med på Ted Gärdestads debutalbum Undringar från 1972. Den finns också med på samlingsalbumet 15 klassiker från 2003 och på samlingsalbumet Sol Vind & Vatten - Det bästa från 2004.
Kenneth Gärdestad berättar[källa behövs]:
"Ted var noga och hade en väldigt bestämd uppfattning om ordens sångbarhet. Vissa vokaler lät bättre än andra. Till den här låten bestämde han att rimmen skulle sluta på "u". Jag skrev vad han beställde men lyckades inte vid första försöket. Stikkan Anderson skällde ut oss rejält. Från den dagen tog vi musiken på allvar."